# RIMPAC

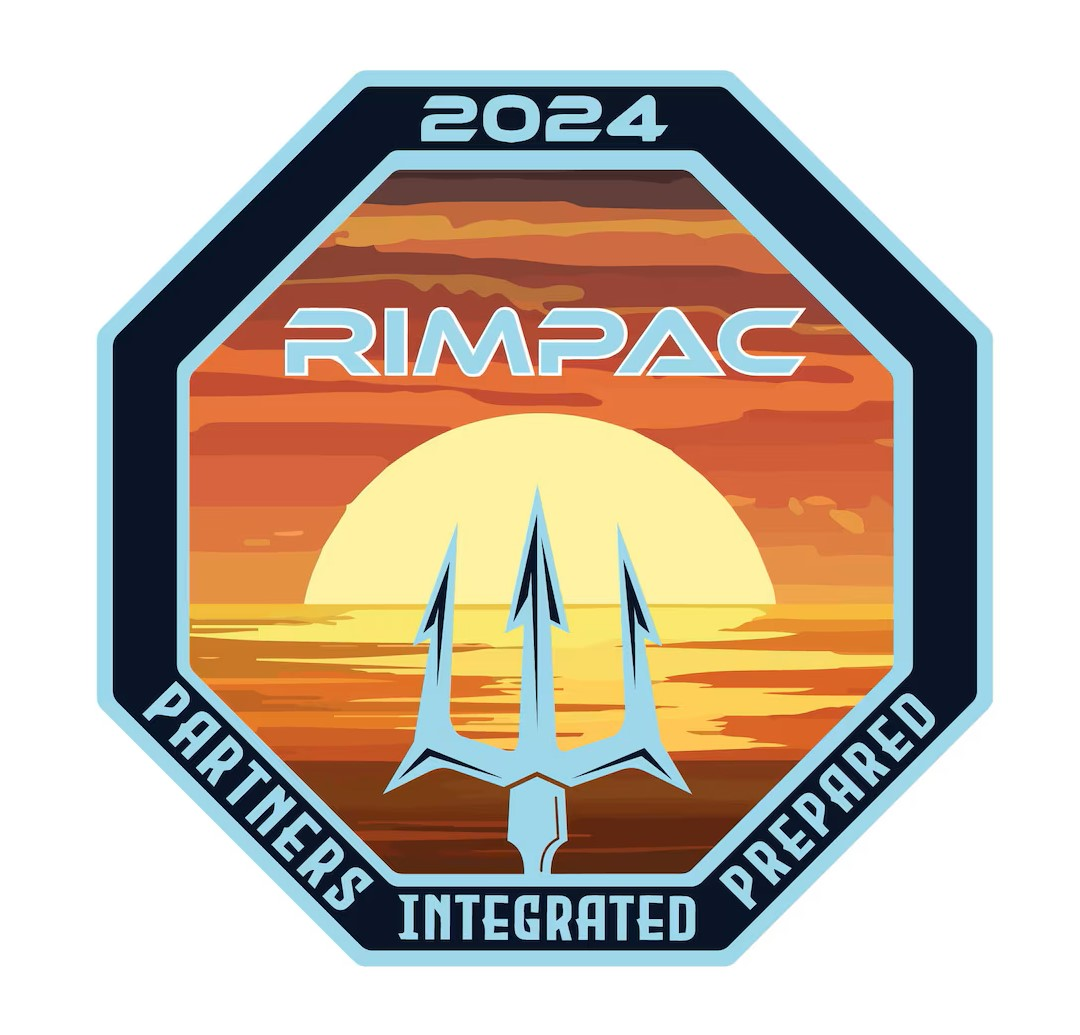
Логотип RIMPAC-2024

RIMPAC (англ. Rim of the Pacific Exercise, навчання країн Азіатсько-Тихоокеанського регіону) — найбільші у світі міжнародні військово-морські навчання. Організовуються ВМС США за участю корпусу морської піхоти і берегової охорони США, а також національної гвардії штату Гаваї.
На вчення запрошуються союзні США держави Азіатсько-Тихоокеанського регіону. Проводяться з періодичністю в 2 роки (у червні-липні парного року) в Гонолулу.